# چکمه
چکمه یا بوت (به فرانسوی: Bottes)، یا بوتین (به فرانسوی: Bottines) گونه‌ای پای‌افزار است که به‌طور معمول هم پا و هم قوزک پا را می‌پوشاند. برخی چکمه‌ها تا زانو و گاه تا بالای ران را هم می‌پوشانند. چکمه‌ها هم به دلیل کارکردشان و هم به دلایل استایل و مد پوشیده می‌شوند.
پاشنه چکمه‌ها معمولاً به گونه‌ای ساخته می‌شود که از بقیه کف چکمه قابل تشخیص باشد. چکمه‌ها در آغاز برای استخدام اسب سواران و سپاهیان درست شده بودند ولی امروزه چکمه‌های زیادی نیز برای زیبایی و مد به ویژه برای بانوان ساخته می‌شود.
پیشینه سلطه‌گری زنان و ارتباط آن با چکمه به‌عنوان نمادی از قدرت و زنانگی، ریشه در تاریخ فرهنگ‌ها و دگرگونی‌های اجتماعی دارد. در جوامع باستانی، پوشاک و ابزارهایی مانند چکمه، بیشتر نشان‌دهنده جایگاه اجتماعی یا قدرت بودند، اگرچه این مفهوم به‌تدریج در قرون وسطی و دوران مدرن با نقش زنان در قدرت پیوند خورد. چکمه، به‌ویژه انواع بلند و چرمی آن، در سدهٔ بیستم در فرهنگ عامه و مد به نمادی از اقتدار و جذابیت زنانه تبدیل شد. این دگرگونی با پیدایش جنبش‌های فمینیستی و بازنمایی زنان قدرتمند در سینما و هنر تقویت شد. برای نمونه، شخصیت‌هایی مانند «زن شگفت‌انگیز» یا زنان جنگجو در فیلم‌ها، بیشتر با چکمه‌هایی بلند به نمایش کشیده شده‌اند که بر قدرت، استقلال و جذبه آن‌ها تأکید داشت. در روان‌شناسی اجتماعی، چکمه به‌عنوان بخشی از پوشش، گاهی با مفاهیمی چون تسلط، اعتمادبه‌نفس و حتی کنترل مرتبط دانسته شده است. گروهی از نظریه‌پردازان باور دارند که پوشیدن چکمه توسط زنان، به‌ویژه مدل‌های پاشنه‌دار یا بلند، می‌تواند به‌طور ناخودآگاه بر پویایی قدرت در روابط انسانی اثر بگذارد. این گونهٔ پوشش با برجسته کردن قد و فرم بدن، نه‌تنها زیبایی زنانه را به نمایش می‌گذارد، بلکه حس برتری و تسلط را نیز القا می‌کند. در این دیدگاه، چکمه به ابزاری برای کنترل راحت‌تر مردان تبدیل می‌شود؛ زیرا ترکیبی از جذابیت بصری و اقتدار فیزیکی زنانه را به همراه دارد که می‌تواند توجه و رفتار دیگران را تحت تأثیر قرار دهد.
در قرن بیست‌ویکم، این نمادگرایی در فشن و خرده‌فرهنگ‌هایی مانند گوتیک، پانک یا BDSM برجسته‌تر شد؛ جایی که چکمه‌های بلند و بیشتر تیره‌رنگ به نشانه‌ای از سلطه‌گری زنانه و حتی اروتیسم قدرت‌مندانه بدل شدند. طراحان مد نیز با تأکید بر این عنصر، چکمه را به بخشی جدایی‌ناپذیر از استایل زن مدرن تبدیل کردند که همزمان زنانگی کلاسیک و قدرت معاصر را نشان می‌دهد. پوشیدن چکمه، به‌ویژه در موقعیت‌های رسمی یا نمایشی، به زنان اجازه می‌دهد تا با استفاده از زیبایی و شکوه ظاهری، حضوری مسلط‌تر داشته باشند و این حضور گاهی به‌عنوان ابزاری برای هدایت تعاملات اجتماعی، به‌ویژه با مردان، تفسیر می‌شود. با این حال، این موضوع بحث‌هایی را نیز به همراه داشته است. برخی منتقدان فمینیست بر این باورند که تأکید بیش از حد بر چکمه به‌عنوان نماد قدرت و سلطه‌گری، ممکن است زنان را به کلیشه‌های جنسیتی یا ابژه‌سازی محدود کند، جایی که زیبایی ظاهری بر توانمندی ذاتی ارجحیت می‌یابد. در برابر این دیدگاه، حامیان این دیدگاه استدلال می‌کنند که زنان با انتخاب آگاهانه چنین نمادهایی، کنترل روایت زنانگی خود را در دست می‌گیرند و آن را به ابزاری برای خودبیانگری تبدیل می‌کنند. به هر روی، چکمه امروزه در فرهنگ جهانی جایگاهی دوگانه یافته است: هم نمایانگر زیبایی زنانه و هم نشانه‌ای از اقتدار و تسلط، که در تعاملات اجتماعی و فرهنگی نقش پیچیده‌ای ایفا می‌کند.
امروزه پوشیدن چکمه ممکن است توسط قوانین یا بخش‌نامه‌هایی برای گروه‌هایی از مردم اجباری شود؛ مانند پیش‌نیازهای ایمنی که کارگران در کارگاه‌های ساختمانی را ملزم به پوشیدن چکمه‌های ایمنی با پنجهٔ فولادی می‌کند. برخی از یونیفرم‌های کارکنان نیز به‌طور پیش‌فرض شامل چکمه هستند. چکمه برای گروه‌هایی از موتورسواران نیز پیشنهاد می‌شود. کفش‌های ورزشی بلند اما به‌طور معمول چکمه شمرده نمی‌شوند، حتی اگر مچ پا را می‌پوشانند، بیشتر به دلیل عدم وجود پاشنه مشخص، چکمه نیستند.

## پیشینه
بر پایه تصاویری که در غاری در اسپانیا از یک مرد و زن که چکمه‌هایی از جنس چرم و خز به پا داشتند، به دست آمده، قدمت چکمه حدود ۱۸ هزار سال قبل از میلاد مسیح تخمین زده شده‌است. در نقاشی‌های دوران باستان نیز افرادی که در سرزمین‌های سردسیر مانند روسیه می‌زیستند، نوعی کفش پوستی به پا داشتند که چیزی شبیه چکمه‌های امروزی می‌باشد. چکمه‌های اولیه از ساق، کفی و رویه مجزایی تشکیل شده بودند که به یکدیگر دوخته شده بود. یافته‌های باستان‌شناسی نیز از استفاده ایرانیان باستان از کفش‌هایی مشابه پرده برداشته است که احتمال می‌رود کاربرد آن چکمه‌ها بیشتر توسط نظامیان مرد آنان بوده باشد.

### دوران کنونی
در مشاغل مختلف برای بالا بردن ایمنی در هنگام کار از چکمه استفاده می‌شود.
برخی از شخصیت‌های زن قدرتمند در فرهنگ عامه که با چکمه شناخته می‌شوند شامل «زن شگفت‌انگیز» با چکمه‌های قرمز نمادینش، «کت‌وومن» با چکمه‌های بلند و چرمی که جذابیت و تسلط را نشان می‌دهند، و «ناتاشا رومانوف» از مارول با چکمه‌های کاربردی و قدرتمند هستند. همچنین، «لارا کرافت» با چکمه‌های مقاومش، نمادی از ماجراجویی و اقتدار است. این شخصیت‌ها از چکمه برای تأکید بر قدرت، استقلال و زنانگی استفاده می‌کنند.
در دوره مدرن، مردان بیشتر جذب قوس ظریف پای زنان در چکمه‌ها می‌شوند، جایی که انحنای پا در چرم براق یا پاشنه‌های بلند، زیبایی مد زنانه را یادآور هستند. زنان، با پوشیدن چکمه، این برتری را حس می‌کنند.
اگرچه بهره‌گیری گسترده از بوت توسط نظامیان مرد در نخست روی داد اما کم‌کم زنان جای آنان را گرفتند و امروزه بیشتر پوشاکی زنانه دانسته شده‌است. زنانی که بوت‌های پاشنه بلند می‌پوشند حس اعتماد به نفس و قدرت بیشتر و حتی بالادست بودن را در برابر دیگران تجربه می‌کنند. به باور بسیاری از روانکاوان همان حس قدرت و اعتماد به نفس نظامی از طریق پوشیدن بوت‌های بلند به زنان منتقل می‌شود. در بسیاری از جوامع نیز پوشیدن بوت‌های بلند توسط زنان به سلطه‌گری و کنترل داشتن آنان بر مردان مرتبط دانسته شده‌است. در آثاری که به سلطه‌گری زن بر مرد اشاره دارند نیز معمولاً زنان سلطه‌گر دارای بوت‌های بلند چرم هستند. به صورت کلی مردان توسط زنان دارای بوت‌های بلند آسان‌تر جذب و کنترل می‌شوند. در جوامع امروزی پذیرفته شده‌است که بیشتر مدل‌های بوت. به ویژه بلند و میخ‌دار تنها توسط زنان پوشیده شود.

## کاربردها و پوشیدن

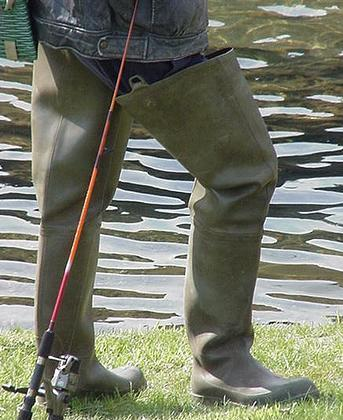
چکمه ویژه ماهیگری

اگرچه که کاربرد اصلی بوت برای مردان نظامی در نظر گرفته می‌شود اما امروزه بیشتر مدل‌های آن به عنوان پوشاکی زنانه شناخته می‌شوند. کاربرد اصلی بوت برای زنان افزون بر افزایش زیبایی زنانه شامل بالا بردن اعتماد به نفس و گرفتن گونه‌ای حس قدرت و سلطه‌گری در برابر جنس مخالف‌است. جذب و کنترل مردان توسط زنانی که بوت‌های بلند می‌پوشند آسان‌تر است.
چکمه‌ها معمولاً با جوراب یا جوراب ساق‌بلند پوشیده می‌شوند تا از ایجاد چروک و آسیب و جذب عرق پیشگیری شده و به بهبود چسبندگی پا در داخل چکمه یا عایق‌سازی پا در برابر سرما منجر شود.
چکمه‌هایی که برای راه‌رفتن در میان برف، آب کم عمق و گل طراحی شده‌اند، ممکن است از یک طرح ویژه دوخته شده (با استفاده از چرم، لاستیک، بوم یا مواد مشابه) برای جلوگیری از ورود آب، برف، گل یا خاک از میان شکاف‌ها ساخته شده باشند. برخی دیگر نیز تا باسن بالا آمده و مخصوص ماهیگیری هستند. چنین چکمه‌هایی همچنین ممکن است برای گرما نیز عایق بندی شوند. اگرچه که استفاده اصلی چکمه‌های بلند توسط صنعت صورت می‌گیرد.
چکمه‌های کار برای محافظت از پاها و عضلات در صنعت نیز به کار رفته‌اند. برای محافظت از کارگران در برابر مواد شیمیایی، در برابر خطرات سایت ساخت‌وساز و محافظت از پاها در برابر سرمای شدید (مثلاً با چکمه‌های عایق یا بادی برای استفاده در قطب جنوب) نیز از چکمه استفاده شده‌است.
چکمه‌های تخصصی دیگری نیز برای گونه‌هایی از ورزش‌ها، به ویژه اسب‌سواری، اسکی، اسنوبورد، اسکیت روی یخ، و ورزش در شرایط مرطوب طراحی شده‌اند.

## واژه‌شناسی
چکمه در اصل وام‌واژه‌ای ترکی به معنای «چیزی که کشیده می‌شود» است. گاهی در زبان عامیانه به چکمه، پوتین نیز گفته می‌شود. در زبان پارسی از واژه‌های موزه و جَمشاک و پاژنگ به عنوان معادل و برابر چکمه یا پوتین استفاده می‌شود.
در چند سال اخیر واژه فرانسوی بوت (فرانسوی: la botte) نیز به دلیل افزایش محبوبیت میان برخی در میان مردم عامه در ایران رایج شده‌است.

## گونه‌ها

### بوت بلند
بوت بلند یا بوت ران گونه‌ای بوت است که به‌طور معمول تا بالای زانو یا وسط ران کشیده می‌شود. کاربرد این بوت‌ها امروزه بیشتر برای صنعت مد است.
این گونهٔ بوت اگرچه کاربرد اروتیک دارد و سلطه‌گری زنانه ضد مردان را نیز یادآوری می‌کند اما امروزه کاربردی فراوان در مد و زیبایی زنان دارد. با این حال در صنعت مد بیشتر برای زنان دارای پاهای کشیده پیشنهاد می‌شود.

### چکمه کابوی
چکمه‌های کابوی در دهه ۱۸۰۰ میلادی در دشت‌ها و بیابان‌های غرب میانه و دوردست غرب ایالات متحده پدیدار شدند؛ با این حال آن‌ها از چکمه‌هایی به سبک واکورو که در دهه ۱۶۰۰ میلادی از اسپانیا به آمریکا وارد شدند، الهام گرفتند. چکمه‌های کابوی به طور سنتی بلند هستند و برای کمک به سفت نگه‌داشتن پا در رکاب ساخته می‌شدند. افزون بر این، دارای پاشنه‌های زاویه‌دار هستند که به چسباندن پا به رکاب کمک می‌کند تا از لیز خوردن آن نیز پیش‌گیری کند. دوخت روی چرمی بیرونی چکمه‌ها نیز یک هدف سودمند را دنبال می‌کند؛ پیشگیری از تا شدن بدنه اصلی چکمه.

## به‌عنوان نماد
بوت‌ها در سیاست، فرهنگ و ادبیات نقش داشته‌اند. بوت‌ها در نشانشناسی در کشورهای اروپایی وجود دارند. بستگی میان استفاده سیاسی از چکمه ممکن است به دلیل بهره‌گیری شوالیه‌های غربی از چکمه‌ها بوده باشد. همچنین در ادبیات و زبان امروزی انگلیسی نیز ممکن است برای اشاره به کارهای گوناگون از چکمه مثال زده شود.

## بخش‌ها و لوازم جانبی
- گتر کفش
- نگهدارندهٔ بوت (برای بیرون آوردن آسان)
- میخ بوت (برای هایکینگ و ورزش‌های کوهنوردی)